# アントニオ猪木という名のパチスロ機
アントニオ猪木という名のパチスロ機(あんとにおいのきというなのぱちすろき)は、2002年12月に平和およびオリンピアが開発し、平和が発売した元プロレスラーのアントニオ猪木をタイアップキャラクターとしたパチスロ機。AT機。Ａ-400タイプ4号機。形式名は『アントニオイノキトイウナノパチスロキ』。猪木とのタイアップやゲーム性もさることながら、長い機種名も話題となった。後継機として本機のゲーム性をさらに練りこんだ『アントニオ猪木自身がパチスロ機』もリリースされ、人気となった。

## 特徴
- 内部的に6択の押し順の概念があるシングルボーナス、3択のベル役が高確率で成立しており、AT発動（「闘魂チャンス」と呼ばれる）でこれらの押し順がナビされる。
- 非ストック機だが、ボーナス成立時に内部的に5Gリプレイタイム（RT）が始動し、連続演出で期待感を高める。この間ベルの押し順が不問となり、ベルが揃いやすくなる。
- 通常時は左リールを最初に押さないとペナルティが発生する。
- キャッチコピーは「まよわず打てよ、打てばわかるさ!」（引退試合時のマイクメッセージのパロディ）

## ゲーム内容
- 「闘魂チャンス」はシングルボーナスナビ5G、10G、20G、50Gの4種類。
- 「闘魂チャンス」は連荘、上乗せの概念がある。
- ボーナス中のJACゲームも押し順の概念があり、レギュラーボーナス時は基本的に最後の3Gでナビが発生しない。猪木の「闘魂注入」でナビが起きることもある（例：JACゲーム1回目で「闘魂注入」発生した場合、以後のJACゲームは「闘魂注入」が確定する）。JACの押し順正解が多いほど、「闘魂チャンス」のチャンス。（2回正解で確定、3回は10連以上の上乗せ確定）
- 天井は1234G（「1、2、3、ダァー」にかけている。変則押しペナルティを除く）を越えてシングルボーナス成立で「闘魂チャンス」（ただし単発）。レギュラーボーナス時はJACゲームラスト3G時、2回以上の「闘魂注入」ナビが発生する。1930Gまでシングル、両ボーナス未成立で「闘魂チャンス」20連がスタートする。
- 中段チェリー（いわゆる「2チェ」）は「闘魂チャンス」確定。
- 「闘魂チャンス」中の押し順「？」演出は純ハズレ（チャンス目）またはボーナス。
- 28秒間操作が出来ないフリーズ演出（「道」演出）があり、レギュラー時は3Gの「闘魂注入」ナビのチャンス。通称強ハズレ時は「闘魂チャンス」確定。ちなみにビッグ時は、通常通り高確率モードへ移行する以外の特典はない。
- ビッグボーナス中のリプレイはずしは中、右押し後に左リール枠内に青7狙い。
- ビッグボーナス後は100G間台枠ランプの点滅があるが、必ずしも内部高確率モードとリンクはしていない。

## 登場人物
アントニオ猪木
トラックをもバックドロップで投げ飛ばす本機の主人公。
マスクマン
正体不明の謎の覆面レスラー。本機での猪木のライバル。
鹿
温泉演出で登場するチャンスキャラ。以降の猪木シリーズでも登場する。

## 関連シリーズ
- パチスロ
  - 『アントニオ猪木自身がパチスロ機』（2003年、平和）
  - 『アントニオ猪木も燃えるパチスロ機』（2007年、平和）
  - 『アントニオ猪木が元気にするパチスロ機』（2010年、オリンピア）
  - 『アントニオ猪木が伝説にするパチスロ機』（2013年、オリンピア）
  - 『闘魂継承 アントニオ猪木という名のパチスロ機』（2019年、オリンピア）
- パチンコ
  - 『CRアントニオ猪木という名のパチンコ機』（2004年、平和）
  - 『CR燃える闘魂アントニオ猪木』（2006年、平和）
  - 『CRアントニオ猪木という名のパチンコ機 やれるのか、本当にお前』（2012年、平和）

## 関連商品
- 『パチスロ闘魂伝承猪木祭～アントニオ猪木という名のパチスロ機～／～アントニオ猪木自身がパチスロ機～』（サクセス、2004年5月、PlayStation 2用ゲームソフト）